# Makiriko II - Prelude
Makiriko (Demon Hunters) II -Lumiere noire et noir blanc- Prelude (魔斬子Ⅱ-Lumière noire et noir blanc- 序曲) es una película japonesa, del 25 de septiembre de 2009, producida por Zen Pictures. Es una película del género tokusatsu, de acción y aventuras, con artes marciales, dirigido por Hiroshi Nagai.
El idioma es en japonés, pero también está disponible con subtítulos en inglés, en DVD o descargable por internet.

## Argumento
En el mundo, hay dos tipos de seres humanos, unos con mentes malvadas que los demonios los mantienen controlados en un estado de obsesión para sobrevivir, y otros con mentes ingenuas, que los demonios devoran como alimento. Por otro lado, existe un grupo de chicas llamado "Demon Slasher", que se dedican a cazar a estos demonios y cortarlos con sus espadas, poniéndoles ingeniosos cebos.

## Saga sobre Makiriko
Las películas de la saga son:
- Makiriko (2007)
- Makiriko (Demon Hunters) II -Lumiere noire et noir blanc- Prelude (2009)
- Makiriko (Demon Hunters) II -Lumiere noire et noir blanc- Broken Song (2009)